# Кечкен-Джар
Кечкен-Джар (кирг. Кечкен-Жар) — село в Кара-Сууском районе Ошской области Кыргызстана. Входит в состав Савайского айылного аймака.

## География
Село расположено в северо-западной части области, вблизи государственной границы с Узбекистаном, к югу от канала Шахрихансай, на расстоянии приблизительно 1 километра (по прямой) к востоко-северо-востоку от города Кара-Суу, административного центра района.

## Население
Согласно оценочным данным Национального статистического комитета Кыргызской Республики, численность населения села на начало 2023 года составляла 753 человека.
| год     | 2009 | 2014 | 2015 | 2020 | 2021 | 2023 |
| ------- | ---- | ---- | ---- | ---- | ---- | ---- |
| человек | 344  | 652  | 500  | 562  | 565  | 753  |